# Phares
Pour les articles homonymes, voir Phare (homonymie).
Phares (stylisé en PHARES) est une sculpture interactive monumentale de l'artiste Milène Guermont.
Ce monument de métal et de lumière peut être considéré comme « un phare de phares ». 
La première implantation de cette œuvre de 29 mètres de haut est la Place de la Concorde à Paris à côté de l'obélisque (d'octobre 2015 à avril 2016).
Le public peut transmettre en direct son battement de cœur à Phares via un capteur cardiaque connecté à l'œuvre.
En février 2016, Phares interagit aussi avec la Tour Eiffel et la Tour Montparnasse qui s'illuminent au rythme d'un même battement de cœur.
Cette œuvre bénéficie des labels « COP21 / CPM11 »,, « Paris pour le climat » et « 2015 : année internationale de la lumière » lancée par l'UNESCO.
Parmi 13 000 projets sur 147 pays, PHARES a été choisie pour être l'unique œuvre d’art présentée lors du rapport final de the International Year of Light au siège de l'UNESCO, le 3 octobre 2016; Milène Guermont est à cette occasion la seule voix française.